# Kasemetsa
Kasemetsa – wieś w Estonii, w prowincji Harju, w gminie Saku.
Znajduje się tu przystanek kolejowy Kasemetsa, położony na linii Tallinn – Parnawa/Viljandi.